# Пелагейченко Едуард Іванович
Едуард Іванович Пелагейченко (нар. 2 січня 1940, Ворошиловград, Українська РСР) — радянський і білоруський оперний співак (ліричний тенор), педагог, народний артист РРФСР.

## Біографія
Закінчив Алтайський політехнічний інститут в 1964 році (спеціальність «Машини і технологія ливарного виробництва»). У 1972 році закінчив Новосибірську консерваторію (клас Жукова і В. Арканова).
У 1972—1985 роках був солістом Пермського театру опери та балету.
У 1985—2006 роках був ведучим солістом Національного академічного Великого театру опери та балету Республіки Білорусь. Виконав понад 20 провідних партій ліричного і драматичного репертуару.
Виступав як концертний співак, записав на радіо всі 103 романси П. Чайковського.
Викладає в Білоруській державній академії музики, доцент кафедри співу.

## Сім'я
Дружина — балерина і балетмейстер Ніна Миколаївна Дяченко (нар. 1944), заслужена артистка РРФСР.